# ГЕС Лаокоу
ГЕС Лаокоу (老口航运枢纽) — гідроелектростанція на півдні Китаю у провінції Гуансі. Знаходячись перед ГЕС Yōngníng, становить верхній ступінь каскаду на річці Юцзян, котра впадає праворуч до основної течії річкової системи Сіцзян (завершується в затоці Південно-Китайського моря між Гуанчжоу та Гонконгом) на межі ділянок Qian та Xun. При цьому вище по сточищу на витоках Юцзян створені власні каскади, нижніми ступенями яких є ГЕС Jīnjītān та ГЕС Shānxiù.
В межах проекту Юцзян лише за чотири кілометри від початку перекрили бетонною греблею довжиною понад півкілометра, у лівобережній частині якої облаштовано судноплавний шлюз із розмірами камери 190х23 метра. Гребля утримує водосховище з об'ємом 288 млн м3, при цьому завдяки коливанню рівня поверхні у операційному режимі між позначками 75 та 75,5 метра НРМ забезпечується корисний об'єм у 33 млн м3.
Інтегрований у греблю машинний зал обладнали п'ятьма турбінами потужністю по 30 МВт, які використовують напір у 10,5 метра та забезпечують виробництво 640 млн кВт-год електроенергії на рік.
Видача продукції відбувається по ЛЕП, розрахованій на роботу під напругою 220 кВ.